# Leptogaster brevitarsis
Leptogaster brevitarsis är en tvåvingeart som beskrevs av Hardy 1935. Leptogaster brevitarsis ingår i släktet Leptogaster och familjen rovflugor. Inga underarter finns listade i Catalogue of Life.